# 卡瓦耶區
卡瓦亚区，是阿爾巴尼亞的36个旧区之一，这些区份在2000年7月全部撤销，并由新成立的12个州份取代。该区位于阿尔巴尼亚中部西边低地区域，面积为401平方公里，2001年人口数量为78,179人。